# 李叔平
李叔平（1934年8月30日-2002年3月7日），湖南长沙人，雕塑家、木偶艺术家、高级美术师，中国美术家协会会员。
曾任中国美术家协会会员、中国雕塑学会会员、湖南省雕塑艺术委员会委员、湖南省城市雕塑创作高级创作员、湖南省木偶皮影艺术剧院高级美术设计师、湖南省艺术学校客座教授，並且是国家级雕塑创作设计资格证书持有者，和澳大利亚新南威尔士州奥兰治市荣誉市民。

## 生平
李叔平先生出生在望城县乌山乡，在家乡读完小学，初中，1951年考入湖南华中高级艺术职业学校，1953年毕业时该校改名为湖南省艺术师范学校。李叔平先生多年奋战在文教战线，为美术教育事业做了大量的有益工作。担任过宁乡县横田完全小學、望城县书堂完全小學、铜官三校等学校的美术教师。1958年于湖南省文化艺术干部学校学习后，调文化馆工作，先后在望城县文化馆、长沙县文化馆、长沙县新华书店、长沙县文艺工作室等单位担任美术干部，同时坚持雕塑创作，对文化事业，对社会，对人民做出了杰出的贡献。
1972年，李叔平先生调到湖南省木偶皮影艺术剧院担任木偶造型工作，组织先后委派他去北京、上海、广州等地参观学习。在工作实践中、在不断探索中，积累了丰富的木偶造型艺术的经验，成为剧院木偶造型方面的专家、骨干。他先后担任过三十几个剧节目的造型设计工作，其中享有社会声誉的作品有：白毛女、潘冬子、真假牡丹、猪八戒背媳妇、马兰花人物，西游记人物，《闪闪的红星》、《马兰花》、《金鳞记》、《亚古都》、《化蝶》、《盗草》等剧目中的人物等，这些生动的人物形象深受同行及广大群众的赞扬。
他不仅在工作中塑造了众多观众喜爱的木偶形象，同时在木偶造型如何达到性格化、典型化、漫画化、玩具化，木偶造型的工艺性、情趣性、表演性的完美结合等学术性方面都有较深的研究，是剧院不可多得的艺术人才。在他和其他同志的共同努力下，完成湖南木偶造型艺术从木雕转变为泥塑的创作过程，大大增强了木偶造型艺术的自由度和可塑性，缩短了木偶制作的工艺流程，对木偶艺术的发展做出积极的贡献。
李叔平先生积极关注非物质文化遗产的传承和发展，关注木偶艺术事业的发展前途，为木偶艺术事业培养了一批又一批的接班人。李叔平先生多次担任过天津木偶剧团，武汉木偶剧团等兄弟单位的教学工作，为中国木偶艺术的发展做了大量的工作。李叔平先生是湖南省艺术学校的客座教授，担任过湖南省艺术学校综合艺术科的教学工作。对剧院年轻一代的木偶美术人员的成长都倍加关心，积极帮助，将自己的学术知识毫无保留的传授给下一代艺术工作者，是受人尊敬的前辈艺术家。
1988年受聘为湖南省艺术学校的客座教授。
1985年到1986年，李叔平先生受国家委派赴澳大利亚教学，将中国的文化艺术传播到澳大利亚，对促进中澳文化交流做出了重大的贡献，受到了澳方、澳中友好协会及中国驻澳使馆的高度评价，蜚声中外，被澳大利亚新南威尔士州奥兰治市授予“荣誉市民”称号。
李叔平先生一生酷爱雕塑艺术，在雕塑艺术上造诣颇深。他一生中创作了近百件风格多样的雕塑作品，模范地执行了“艺术为人民服务”的方针。
李叔平先生自五十年代起从事美术创作。他早年曾参与“雷锋纪念馆”筹建、“东方红广场毛泽东像”创作、毛主席纪念地清水塘纪念馆雕塑创作、“泥塑收租院”复制、“毛主席纪念堂雕塑”创作等工作。1957年他的雕塑作品《少先队员》就参加了湖南省首届美展，1963年他创作了优秀作品《毛主席的好战士雷锋》，1987年创作了优秀园林雕塑《金色的童年》、《飞向未来》等。早期参加国家级、省级展出的优秀作品有《小海军》、《优等生》、《矿工》、《赤脚医生》、《语重心长》、《小蓓蕾》等。
他的作品多次入选国内外艺术展，并屡获省内及全国大奖，有的被国家及地方博物馆收藏，有的被国际机构或友人收藏。作品在《人民日报》、《光明日报》、《中国文化报》、《湖南日报》等国家报刊上发表。个人传记入编《中国当代美术家人名录》（上海人民美术出版社出版）、《中国美术家》（国际文化出版公司出版）、《中国城市雕塑50年》（全国城市雕塑建设指导委员会编，陕西人民美术出版社出版）、《湖南美术五十年》（湖南美术出版社出版）、《走向世界的中国》（人民画报社编辑，中国画报社出版）等重要文献。他是中國国家建设部、文化部颁发的《城市雕塑设计资格证书》持有者。
新时期十多年里，他创作了许多室外大中型城市雕塑，分布在长沙、岳阳、汨罗、邵阳等城市里，成为公共景观的点睛之笔，受到社会各界好评。其中他与李澍合作的，建立在开慧故居的《阳光大地》、为郭亮诞辰一百周年创作的《革命先驱 郭亮烈士》、建立在湖南新闻大厦的不锈钢雕塑《聚焦》、建于长沙火车站东广场不锈钢雕塑《凤舞》等都是脍炙人口的佳作。他与雷宜锌、钱海源合作的立于长沙市青少年宫的大型铜像综合体《雷锋向我们走来》，入选1994年第二届全国城市雕塑优秀作品展览，并与他为汨罗屈子祠创作的《天问》、岳阳师范的《奉献》一起，在湖南省建委的湖南省城市雕塑作品评选中，被评为“湖南省十佳城市雕塑”和优秀作品。与张立人合作的《升华》建立在中南大学图书馆，在全国第二界城市雕塑作品展荣获优秀奖。
1983年创作的铸铜雕塑《卧佛》入选“中国雕塑艺术展”，被送往缅甸等东南亚国家展出；与李澍合作的雕塑作品《始末》被芷江中国人民抗日战争胜利纪念馆收藏；1984年创作的浮雕《墙》，入选第六届全国美展。
他创作的雕塑作品《娘》，1989年在全国第七届全国美术作品展览中荣获铜质奖，荣获湖南省美术作品特等奖。他是第一位在全国美展中获得大奖的湖南雕塑家，实现了湖南在国家级美术大展上获得雕塑大奖零的突破。
李叔平先生德艺双馨，享誉艺坛。以毕生的辛勤耕耘，奉献了累累硕果，为我国雕塑艺术的发展、城市雕塑艺术的繁荣做出卓越的贡献。